# Lac de Gers
Le lac de Gers est un lac situé sur la commune de Samoëns, en Haute-Savoie, qui culmine à 1 537 m d'altitude.

## Géographie
Le lac de Gers a pour émissaire le torrent de Gers, qui conflue dans le Giffre, un affluent de l'Arve, donc un sous-affluent du Rhône.

## Littérature
« Au bout de trois heures d'une montée rapide, je découvris le petit lac. C'est un étang encaissé entre des pentes verdoyantes qui s'y reflètent en teintes sombres, tandis que la transparence de l'onde laisse plonger le regard jusqu'aux mousses éclatantes qui, au fond, tapissent le sol. »

— Rodolphe Töpffer